# Лёгкая пехота

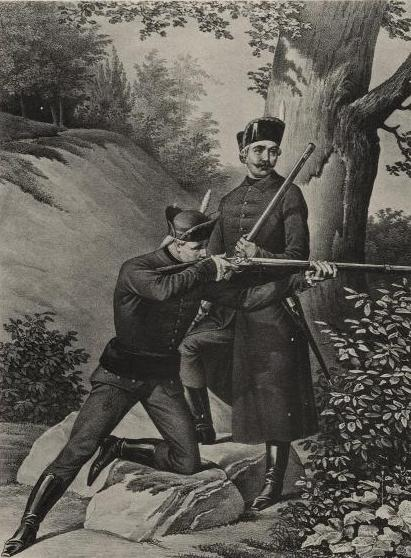
Русские егеря в период 1765—1786 гг.

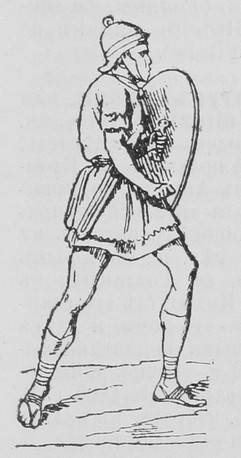
Велит
(Рисунок из «ВЭС»)

Лёгкая пехота — разновидность пехоты как рода войск (род оружия) в сухопутных войсках вооружённых сил, в различные эпохи, предназначенная для дальнего (метательного, стрелкового) боя, как правило, врассыпную.

## История
В период развития цивилизаций развивалось и совершенствовалось военное дело. Лёгкая пехота, с более лёгким вооружением (легковооружённая пехота), малым щитом, метательным оружием и без предохранительного снаряжения, впервые была введена афинянами на основании опыта боя на Сфактерии, где спартанские гоплиты были побиты единственно метательным оружием афинян, постоянно убегавших от сомкнутой атаки врага, также известно что лёгкая пехота имелась уже в древних войсках, например: в греческом (пельтасты, псилы), карфагенском, римском (велиты) и так далее, и применялась например: в сражении при Иллинге, в 205 году до Р. Х., во время второй пунической войны.
Лёгкая пехота у греков имела на вооружение, военнослужащего: лук, праща, копьё, нож и палка, а предохранительного вооружения не имели.

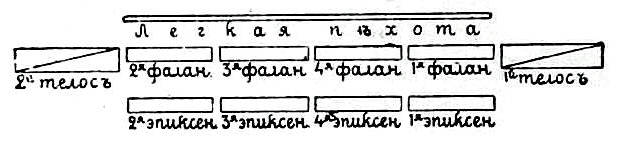
Греческий боевой порядок — «линии фаланг». Рисунок из статьи «История военного искусства» («Военная энциклопедия Сытина»; 1913 год)

Древнегреческие легковооружённые отряды, появившиеся впервые после Персидских войн, были со времени похода десяти тысяч постоянной составной частью греческого войска (ψιλοί, γυμνῆται, γυμνοί, так как не имели щита и никакого другого оборонительного оружия); предназначаясь для боя издали, они имели только наступательное оружие. На голове легковооружённый воин носил кожаную шапку или шляпу. По роду оружия лёгкая пехота делилась на:
- метателей дротиков (ἀκοντισταί);
- стрелков (τοξόται);
- пращников (σφενδονῆται)[3].

В европейских армиях в XVIII веке наряду с тяжёлой (линейной) пехотой появилась лёгкая пехота, предназначавшаяся для подготовки метким огнём атаки линейной пехоты и действовавшая в рассыпном строю. Лёгкую пехоту составляли подразделения (части), носившие название стрелковых, егерских или вольтижёрских. Они имели на вооружении более совершенные ружья (штуцеры, винтовки) и облегчённое снаряжение. Во 2-й половине XIX века различия между лёгкой и тяжёлой (линейной) пехотой сгладились, но некоторые подразделения (части, соединения) по традиции назывались стрелковыми (егерскими).— Стрелковые войска // Большая советская энциклопедия. — М. : Советская энциклопедия, 1969—1978. — С. 561. — (Большая советская энциклопедия : [в 30 т.] / гл. ред.  А. М. Прохоров ; 1969—1978).
Главной боевой задачей лёгкой пехоты было нарушение вражеского строя тяжёлой пехоты и уничтожение противника с теми же целями. В ближнем бою лёгкая пехота ввиду отсутствия того же строя не могла сражаться ни с вражеской кавалерией, ни с тяжёлой или средней пехотой. Беззащитность перед атаками кавалерии являлась главным фактором, ограничивающим количество лёгкой пехоты в формированиях вооружённых сил государства.
В различных государствах для обозначения лёгкой пехоты в разное время применялись свои названия: пельтасты — Древняя Греция, велиты — Древний Рим, псилы — Византия, пищальники — Россия, вольтижёры и тиральеры — Франция, егеря — Пруссия, Россия, фузилёры — Франция, Пруссия, берсальеры — Сардиния, Италия.
В современный период времени словосочетание «лёгкая пехота» применяется к формированиям стрелко́в (пехотинцев), не имеющих в своей организационно-штатной структуре броневого и танкового вооружения и техники (танков, БМП, БТР и так далее), обученных для ведения боя при любой погоде, в городских условиях, на пересеченной местности, против партизан и террористов. Не обременённая броневым и танковым вооружением и техникой лёгкая пехота, по мнению некоторых, обладает более высокими оперативностью и мобильностью.